# Tour d'Istanbul
Le Tour d'Istanbul (officiellement et en anglais : Tour of Istanbul) est une compétition cycliste par étapes disputée en Turquie autour de la ville d'Istanbul. Créé en 2023, il fait partie de l'UCI Europe Tour depuis 2023, en catégorie 2.2, puis en catégorie 2.1 depuis 2024.

## Généralités
Le Tour d'Istanbul se court au mois de septembre sous la forme d'une course constituée de quatre étapes en ligne. La particularité de cette course est d'être bicontinentale, certaines étapes se déroulant en Asie, d'autres en Europe et parfois une étape sur ces deux continents comme la quatrième étape de l'édition 2024 franchissant deux fois le Bosphore. 
Le Tour d'Istanbul 2024 a été remporté par le Français Mathieu Burgaudeau, vainqueur de deux des quatre étapes.

## Palmarès
| Année | Vainqueur          | Deuxième          | Troisième          |
| ----- | ------------------ | ----------------- | ------------------ |
| 2023  | Gustav Wang        | Gianni Marchand   | Nicolas Vinokourov |
| 2024  | Mathieu Burgaudeau | Alessandro Romele | Émilien Jeannière  |
| 2025  |                    |                   |                    |